# Gianni Dova
Gianni Dova (né le 18 janvier 1925 à Rome - mort à Pise le 14 octobre 1991) est un peintre italien du XXe siècle.

## Biographie
Gianni Dova s'installe à Milan en 1939. Après des études d’art à l’Académie Brera de Milan, il y organise en 1947 sa première exposition. Dova, l’un des cosignataires du manifeste Oltre Guernica (1946), adhère au mouvement du spacialisme (1947) de Lucio Fontana en 1951 (avec Beniamino Joppolo, Antonino Tullier, Cesare Peverelli).
À partir de cette date, sa valeur est reconnue, et lui-même comme représentant de la jeune peinture italienne. Il participe à de nombreuses expositions collectives et internationales (Biennale de Venise, de Sao Paulo, Rome, Milan, Paris, etc.). Il reçoit plusieurs prix importants. En 1960, il participe à la selection pour le Prix Guggenheim à New York.
Ses premières toiles s'inspirent du surréalisme. Le peintre y associe des réminiscences de Picasso ou de Ernst d’inspiration moderniste. Des créatures indéfinies surgissent de pâtes lourdes et sombrement colorées. Sa peinture évoluant, il participe au mouvement spacialiste. Son art s’oriente vers l’abstraction sans toutefois abandonner l’esprit baroque de ses premières œuvres. Il opte, à cette époque, pour une interprétation du tachisme à laquelle il restera fidèle.
Il a entretenu des contacts et amitiés artistiques avec Emilio Scanavino.
Il réalisa une bannière pour le Contrada dell’Aquila du palio de Sienne avec  Bruno Cassinari.

## Principales expositions
- 1962 - participe à la sélection du prix Guggenheim à New York
- 1962 - expose à la Biennale de Venise
- 1966 - expose à la Biennale de Venise
- 1971 - Exposition rétrospective Cologne
- 1972 - Exposition personnelle au Palais Royal de Milan.
- 1972 - Exposition personnelle au Musée Gallierà à Paris
- 1974 - Exposition personnelle au Galerie Reichenbach à Paris
- 1978 - Exposition personnelle au Palais des Beaux-Arts à Bruxelles
- 1979 - Exposition personnelle au Louisiana Museum au  Danemark

## Biographie
- Giani Giampiero, Spacialisme, Editions Conchilia, Milano 1956
- José Pierre, Gianni Dova, Le Musée de Poche, Paris, 1974
- Tadini Emilio, Dova, Editions Galleria il Castello, Milano 1997
- Tirloni Olga, Gianni Dova e il mistero della forma, Ed. Galleria d'arte Bergamo, Bergamo 1997, pp. 47.

## Sources
- (it) Cet article est partiellement ou en totalité issu de l’article de Wikipédia en italien intitulé « Gianni Dova » (voir la liste des auteurs).